# Großer Kamp
Der Große Kamp ist einer der beiden Quellflüsse des Kamps in Niederösterreich.
Er entspringt im Kampurspung zwischen Liebenau und Langschlag und somit an der Grenze zwischen Niederösterreich und Oberösterreich. Seine Quelle ist über den kleinen Ort Hirschau erreichbar. Er fließt sodann in Richtung Osten ab, wo er über zehn Kilometer die Grenze der Bundesländer darstellt, nimmt zunächst die aus Oberösterreich kommenden Bäche Haselbach und Kohlenbergbach auf, dann den Grießbach, den Kienaubach und den Goasbach. An der Mündung des Komaubaches verliert der Große Kamp seine Funktion als Landesgrenze und fließt nördlich an Arbesbach vorüber und passiert den Höllfall, wo große Granitblöcke seinen Lauf behindern und er in den vielen Spalten und Klüften seinen Weg sucht. Der Höllfall ist über die von Pretrobruck nach Haselbach führende Straße erreichbar. Der Große Kamp fließt danach nördlich an Rappottenstein vorüber, wo der Kirchbach einmündet, sein größter Zubringer, und sodann auf Ritterkamp zu, um sich dort mit dem Kleinen Kamp zu vereinen. Das Einzugsgebiet des Großen Kamps umfasst 107,2 km² in weitgehend bewaldeter Landschaft.
Der Große Kamp gilt als rechter Quellfluss des Kamps. Sein Einzugsgebiet ist mit 107,2 km² kleiner als jenes des Kleinen Kamps mit 154,6 km², der Große Kamp führt jedoch mehr Wasser.